# Enigma (film 1983)
Enigma – brytyjsko-francuski film sensacyjny z 1983 roku na podstawie powieści Michaela Baraka.

## Główne role
- Martin Sheen – Alex Holbeck
- Brigitte Fossey – Karen Reinhardt
- Sam Neill – Dimitri Wasilikow
- Derek Jacobi – Kurt Limmer, NRD
- Michael Lonsdale – Bodley
- Frank Finlay – Canarsky
- Warren Clarke – Konstantin
- Michael Williams – Hirsch, asystent Limmera
- David Baxt – Melton
- Kevin McNally – Bruno, agent CIA

## Opis fabuły
CIA otrzymuje informacje o akcji KGB zmierzającej do likwidacji 5 radzieckich dysydentów mieszkających na zachodzie. Wiedzą, kiedy, ale nie wiedzą, gdzie i kogo. By nie dopuścić do zamachów Bodley, rezydent CIA w Paryżu ma zwerbować Aleksa Holbecka – Amerykanina urodzonego w NRD, który obecnie pracuje w Paryżu dla rozgłośni Wolny Świat. Po ostrym sprzeciwie Alex zgadza się wykonać zadanie. Ma wrócić do NRD i zdobyć mikroprocesor zainstalowany w urządzeniu kodującym poufne meldunki agentów KGB. Jednak kiedy trafia do Berlina Wschodniego, zostaje zdemaskowany, ale udaje mu się uciec.